# Stanisław Jankowiak
Stanisław Roman Jankowiak (ur. 1958 w Gostyniu) – polski historyk, profesor na Uniwersytecie im. Adama Mickiewicza w Poznaniu.

## Życiorys
W 1981 został absolwentem UAM (historia – promotor prof. Edmund Makowski); nauczyciel historii w Szkole Podstawowej nr 30 w Poznaniu; od 1987 pracownik naukowo-dydaktyczny Instytutu Historii UAM; w latach 2000–2006 naczelnik Oddziałowego Biura Edukacji Publicznej IPN w Poznaniu. W 1992 obronił doktorat (Stosunki społeczno-polityczne w Wielkopolsce w latach 1948–1956, promotor: Edmund Makowski), habilitował się w 2005 na podstawie pracy Wysiedlenie i emigracja ludności niemieckiej w polityce władz polskich w latach 1945–1970. 1 lutego 2009 został profesorem nadzwyczajnym UAM. Od kwietnia 2012 r. jest profesorem zwyczajnym w zakresie nauk humanistycznych.
W latach 1987–1990 należał do Stronnictwa Demokratycznego. 1986 wyróżniony nagrodą młodzieżowego tygodnika "Razem" dla najlepszego nauczyciela historii. Nagrodę wręczył patron honorowy konkursu – minister spraw zagranicznych Marian Orzechowski.
Autor ekspertyzy na temat ewentualnej współpracy z SB Marcina Libickiego (negującej jej zaistnienie). Powyższa ekspertyza okazała się zgodna z wyrokiem sądu w tej sprawie.
M.in. promotor rozprawy magisterskiej Kingi Przyborowskiej Poznańskie procesy 1956. Proces trzech będącej podstawą publikacji książkowej w 2009 r., kontrowersyjnej z powodu uznania osób skazanych za lincz na funkcjonariuszu UB jako ofiar stalinizmu.

## Wybrane publikacje
Autor kilkudziesięciu publikacji, w tym książek:
- Wielkopolska w okresie stalinizmu (Poznań 1995).
- Poznański Czerwiec 1956 w dokumentach (Poznań 1995; współredaktor: Edmund Makowski)
- Wysiedlenie i emigracja ludności niemieckiej w polityce władz polskich w latach 1945-1970 (Warszawa 2005), ISBN 83-89078-80-5
- Zranione miasto (Poznań-Warszawa 2003; współautorzy: Paweł Machcewicz, Agnieszka Rogulska).
- Poznań i Wielkopolska w marcu 1968 roku, (Poznań 2008), ISBN 978-83-89407-39-9